# جیم تریپلتون
جیمز ادوارد تریپلتون (انگلیسی: James Edward Threapleton؛ زادهٔ ۸ نوامبر ۱۹۷۳) کارگردان فیلم اهل انگلیس است. تریپلتون به عنوان دستیار کارگردان در بسیاری از فیلم‌ها، از جمله موفرفری زشت (۱۹۹۸) کار کرده‌است.

## زندگی شخصی
در سال ۲۲ نوامبر ۱۹۹۸، تریپلتون با بازیگر انگلیسی، کیت وینسلت، که سرصحنه فیلم موفرفری زشت در سال ۱۹۹۷ بود، آشنا شد. در اکتبر ۲۰۰۰ در لندن، آن‌دو صاحب یک دختر به نام میا هانی شدند. اما در نهایت تریپلتون و وینسلت در تاریخ ۱۳ دسامبر ۲۰۰۱ از یکدیگر جدا شدند.
در سال 2008 تریپلتون با همسر دوم خود، جولی وورینن، مدیر مدرسه و معلم برای دانش آموزان با نیازهای ویژه ازدواج کرد. آنها دو دختر دارند، اولیویا، متولد 2009، و جورجیا، متولد 2013. او همچنین یک پسر دارد که در اکتبر 2009 به دنیا آمد.